# Chiesa di Sant'Eligio degli Orefici
La chiesa di Sant'Eligio degli Orefici è un luogo di culto cattolico di Roma, nel rione Regola, situato nella via omonima, nei pressi di via Giulia.

## Storia
La chiesa fu costruita dall'Università degli Orefici e Argentieri, accanto al palazzo che ancora oggi è sede del Nobil Collegio degli orafi ed argentieri di Roma, tra il 1509 e il 1575, su un iniziale progetto di Raffaello, e portata a termine col contributo di Baldassarre Peruzzi e Aristotele da Sangallo. La chiesa subì diversi rifacimenti a causa delle continue esondazioni del vicino Tevere.
La facciata originaria crollò nel 1601 e fu rifatta nel 1620 da Giovanni Maria Bonazzini, completando i disegni di Flaminio Ponzio.

## Descrizione

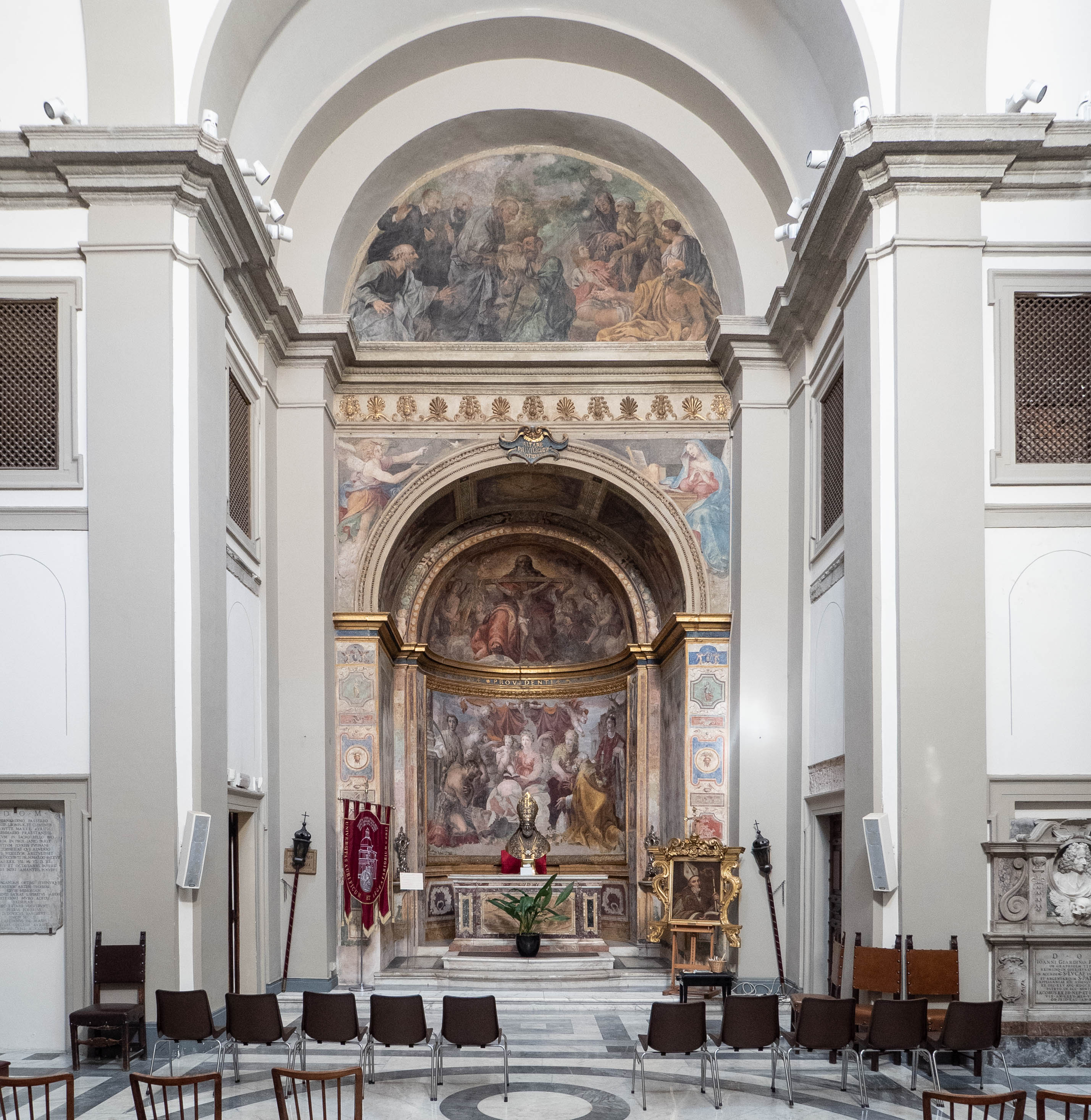
L'altare maggiore

L'interno è a croce greca, con una cupola emisferica su tamburo attribuibile a Baldassarre Peruzzi. Gli affreschi nell'abside sono di Matteo da Lecce (Madonna fra i santi Stefano, Lorenzo ed Eligio) e Taddeo Zuccari (Profeti e apostoli); negli altari laterali vi sono, a sinistra una Natività di Giovanni de Vecchi, e a destra un'Adorazione dei Magi di Giovanni Francesco Romanelli.
Del 1722 è il monumento funebre a Giovanni Giardini di Forlì, accademico di San Luca, argentiere dei palazzi Apostolici e cappellano del sodalizio, originariamente sepolto nella vicina chiesa della Morte.
Nel 1730 vi fu posta, in memoria di un confratello valoroso e illustre, la copia della lapide in memoria di Bernardino Passeri, orafo romano tra i fondatori del sodalizio, morto combattendo con i Lanzichenecchi in Borgo nel 1527, durante il sacco di Roma. L'originale è ancora in via dei Penitenzieri.